# Channel Orange
Albums de Frank Ocean
Nostalgia, Ultra
(2011) Endless
(2016)
Singles
1. Thinkin Bout You
Sortie : 17 avril 2012
2. Pyramids
Sortie : 8 juin 2012
3. Sweet Life
Sortie : 6 juillet 2012
4. Lost
Sortie : 17 décembre 2012
5. Super Rich Kids
Sortie : 17 mars 2013

Channel Orange (parfois stylisé channel ORANGE) est le premier album studio de l'auteur-compositeur-interprète américain de R&B Frank Ocean, sorti le 10 juillet 2012 par le label Def Jam Recordings.
Le style musical combine de nombreuses influences comme la pop-soul, le jazz-funk ou l'électro-funk, bien que l'opus soit catégorisé comme album de neo soul et de RnB contemporain. L'album débute à la seconde place des charts américains avec 131 000 copies écoulées en première semaine.

## Liste des titres
| No  | Titre                                          | Durée |
| --- | ---------------------------------------------- | ----- |
| 1.  | Start                                          | 0:46  |
| 2.  | Thinkin Bout You                               | 3:22  |
| 3.  | Fertilizer                                     | 0:40  |
| 4.  | Sierra Leone                                   | 2:29  |
| 5.  | Sweet Life                                     | 4:23  |
| 6.  | Not Just Money                                 | 1:00  |
| 7.  | Super Rich Kids (featuring Earl Sweatshirt)    | 5:05  |
| 8.  | Pilot Jones                                    | 3:04  |
| 9.  | Crack Rock                                     | 3:44  |
| 10. | Pyramids                                       | 9:53  |
| 11. | Lost                                           | 3:54  |
| 12. | White (featuring John Mayer)                   | 1:16  |
| 13. | Monks                                          | 3:20  |
| 14. | Bad Religion                                   | 2:55  |
| 15. | Pink Matter (featuring André 3000)             | 4:29  |
| 16. | Forrest Gump                                   | 3:15  |
| 17. | End/Golden Girl (featuring Tyler, The Creator) | 8:43  |

## Certifications
| Pays        | Organisme    | Certification | Ventes certifiées |
| ----------- | ------------ | ------------- | ----------------- |
| Australie   | ARIA         | Platine       | 70 000            |
| Canada      | Music Canada | Or            | 40 000            |
| Danemark    | IFPI         | 3 × Platine   | 60 000            |
| États-Unis  | RIAA         | Or            | 500 000           |
| Royaume-Uni | BPI          | Platine       | 300 000           |